# Шамшурин, Владимир Георгиевич
Владимир Георгиевич Шамшу́рин (27 июля 1940, Циндао, Китай — 22 сентября 1996, Москва, Россия) — советский и российский режиссёр кино и дубляжа, сценарист и художник.

## Биография
Родился 27 июля 1940 года в Циндао (Китай).
В 1970 году окончил режиссёрский факультет ВГИКа (мастерская Е. Л. Дзигана). Снимал сюжеты для киножурнала «Фитиль». Член СК СССР (Московское отделение).
Умер 22 сентября 1996 года в Москве на 57-м году жизни. Похоронен на 8-м участке Кунцевского кладбища.

## Фильмография

### Режиссёрские работы
- 1970 — В лазоревой степи (киноальманах)
- 1976 — Безотцовщина
- 1977 — А у нас была тишина…
- 1979 — Опасные друзья
- 1981 — Тайна записной книжки
- 1984 — Зачем человеку крылья
- 1986 — Затянувшийся экзамен
- 1987 — Акция
- 1988 — Серая мышь
- 1990 — Наутилус
- 1990 — Сделано в СССР
- 1992 — Исполнитель приговора
- 1992 — Устрицы из Лозанны
- 1994 — Маэстро вор

### Сценарист
- 1970 — В лазоревой степи (киноальманах)

### Художник
- 1990 — Сделано в СССР

## Награды и премии
- премия Ленинского комсомола (1979) — за фильмы «Безотцовщина» (1976) и «А у нас была тишина…» (1977)